# Чаушлиево
Чаушлѝево (на гръцки: Μεσιανό, Месиано, катаревуса: Μεσιανόν, Месианон, до 1926 година Τσαουσλή, Цаусли), на турски Чаушли, е село в Егейска Македония, дем Пела на административна област Централна Македония.

## География
Селото се намира на 40 m надморска височина, на около 5 km източно от град Енидже Вардар (Яница).

## История

### В Османската империя
В началото на XX век Чаушлиево е село в Ениджевардарска каза на Османската империя. На австро-унгарската военна карта селото е отбелязано като Цаусли, Чаушли (Τσαουσλή Čaušli), на картата на Йоргос Кондоянис също е отбелязано като Цаусли (Τσαουσλή), мюсюлманско село. Според Николаос Схинас („Οδοιπορικαί σημειώσεις Μακεδονίας, Ηπείρου, Νέας οροθετικής γραμμής και Θεσσαλίας“) в средата на 80-те години на XIX век Цяусли (Τσιαουσλί) е чифлик с 4 християнски семейства.
В 1889 година Стефан Веркович (Топографическо-этнографическій очеркъ Македоніи) пише за Чаушлиево:
| „ | Селото Чаушли чифлик е разположено в гориста местност на половин час на север от Чекри и на изток от града. Жителите, българи християни, се занимават със земеделие. Чекренската река минава и през Чаушли, а в близост до нея има гора. | “ |

Традиционен занаят в селото е рогозарството и изработването на предмети от камъш и ракита.
Към 1900 година според статистиката на Васил Кънчов („Македония. Етнография и статистика“) Чаушлиево брои 50 жители цигани.
В 1910 година Халкиопулос пише, че в селото (Τσαουσλί) има 30 мюсюлмани.

### В Гърция
През Балканската война селото е окупирано от гръцки части и остава в Гърция след Междусъюзническата война. В 1912 година е регистрирано като селище с християнска и мююлманска религия и цигански и „македонски“ език.
В 1924 година мюсюлманските му жители са изселени в Турция. Ликвидирани са 14 имота на жители, преселили се в България. Населението му се изселва и на негово място са настанени гърци бежанци. В 1926 година селото е прекръстено на Месиано. В 1928 година селото е представено като чисто бежанско с 39 бежански семейства и 140 души бежанци. През 30-те години, след пресушаването на Ениджевардарското езеро, в селото са настанени още бежанци.
През 60-те години има голяма емиграция към градовете и в чужбина.
Селото е доста богато. Произвежда овошки, памук, жито, тютюн.
| Година    | 1913 | 1920 | 1928 | 1940 | 1951 | 1961 | 1971 | 1981 | 1991 | 2001 | 2011 | 2021 |
| --------- | ---- | ---- | ---- | ---- | ---- | ---- | ---- | ---- | ---- | ---- | ---- | ---- |
| Население |      |      | 114  | 423  | 479  | 549  | 302  | 300  | 301  | 341  | 346  | 265  |